# Hacker (časopis)
Hacker je bio hrvatski mjesečnik posvećen računalnim i konzolaškim igrama. Pokrenut je 1994. godine i ubrzo je stekao velik broj poklonika i čitatelja. Za sve vrijeme svog izlaženja bio je najčitaniji časopis za videoigre u Hrvatskoj i bio je predvodnik u razvoju i popularizaciji gaminga. Svojim načinom pisanja i odabirom tema, Hacker je pratio trendove svjetskih časopisa, ali je brojnim rubrikama, kolumnama, tekstovima savjetodavnog karaktera i bibliotekom koju je objavio uz časopis, utjecao na informatičku pismenost. Hacker je nakon godina izdavanja pod okriljem privatnog izdavača, nekoliko posljednjih godina svojeg izlaženja bio pod okriljem EuropaPress Holdinga. Sredinom 2006., EPH, donosi odluku o gašenju časopisa.

## Utjecaj na domaću igračku scenu
S obzirom na to da je bio jedan od pionira na ovom području, Hacker je u prvom razdoblju izlaženja najviše pomogao generaciji rođenih osamdesetih u njihovim prvim doticajima s informatičkim igrama, odnosno generacijama koje su Amiga, NES, Atari i sl. igračke konzole zaobišle. Razdoblje od 1997. do 2000. (era »Voodoo« kartica) bila je veliki napredak za časopis, s dolaskom ubrzanih 3D »Voodoo« kartica te igraćih konzola druge generacije (PlayStation, N64). Idejni začetnici i pokretači časopisa bili su njegovi vlasnici Senka Kušer i Tomislav Mijić koji vode časopis sve do njegova gašenja. Tim proširuju s nekoliko značajnih suradnika, novinara i entuzijasta koji su dali izniman doprinos uspjehu časopisa te stvorili, za relativno kratko vrijeme, vrlo čitan mjesečnik. Krešimir Mijić, Marko Vulić, Dario Rakovac, Patrik Pencinger, Damir Rukavina,Krešimir Lauš, Berislav Jozić...neki su od vodećih i stalnih Hackerovih recenzenata. Na samim počecima, časopisu se pridružuje Silvano Bucić, bivši honorarni suradnik časopisa Moj Micro i pokolonik računala i računalne igre, koji je od novinara suradnika postaje jedan od važnijih suradnika časopisa. Taj pionirski projekt radio se i u pionirskim uvjetima ali uz ogroman entuzijazam cijele ekipe, ljubav prema tematici ali i zajedničkom radu koji se osjetio u mnogim, tada rasprodanim brojevima časopisa. Iako su za Hacker pisali uglavnom mladi, neafirmirani autori, treba istaknuti da je Hacker uvijek imao visoke kriterije pri odabiru novinara a poticanje individualnog stila, iskazivanje stava, njegovanje humora i neformalni ton cijeloga lista, odražavao se na rastu popularnosti časopisa koji je na vrhu svoje popularnosti bio najčitaniji PC magazin u Hrvatskoj. Uređivački i novinarski zaokret Hacker je obilježio 1997. dolaskom novoga urednika, Kristijana Žibrega koji bio glavni urednik časopisa 1997. - 2000. kada uz časopis počinju izlaziti i multimedijski prilozi (CD, DVD). Uređivačku politiku časopisa posljednji preuzima tada već dugogodišnji novinar i suradnik Hackera, Damir Đurović, urednik pod čijom je palicom Hacker izlazio sve do gašenja. 

## Koncept časopisa
Časopis je bio koncipiran kao sredstvo razonode te kao sredstvo informiranja i povezivanja gamerske zajednice, u tada još uvijek ratnoj Hrvatskoj. Po stilu zabavan i informativan, Hacker je pratio trendove vodećih svjetskih časopisa za gaming, a stilom i načinom pisanja potaknuo je promjene u tada, prilično uniformiranoj sceni informatičkih časopisa i sl.).